# Ruth Meyer Schweizer
Ruth Antoinette Meyer Schweizer (* 18. Februar 1936 in St. Gallen) ist eine Schweizer Soziologin.

## Leben
Meyer Schweizer studierte alte und altvorderorientalische Sprachen und Kulturen sowie Philosophie und promovierte 1961 an der Universität Zürich. Von 1962 bis 1973 war sie Assistentin und Lehrbeauftragte an den Universitäten Frankfurt am Main und Trier (1971–1973), ausserdem studierte sie Soziologie. Von 1973 bis 1994 war Meyer Schweizer zunächst Oberassistentin, dann Lektorin und Dozentin an der Universität Bern. 1984 wurde sie für soziologische Theorie und empirische Sozialforschung habilitiert und 1994 zur nebenamtlichen ausserordentlichen Professorin berufen. Sie war nebenamtliche Dozentin für Militärsoziologie und Fragen des gesellschaftlichen Wandels an den Militärschulen der ETH Zürich, Lehrbeauftragte an den Universitäten Fribourg (Bildungssoziologie) und Zürich (Literatursoziologie), sowie Executive Officer des Scientific Committee on Armed Forces and Conflict Resolution der International Association of Sociology. Sie ist noch Executive Officer der International Facet Theory Association und war dort von 2005 bis 2007 Präsidentin. 2001 wurde Meyer Schweizer emeritiert. Von 2005 bis 2017 war sie Präsidentin des Stiftungsrates der Seniorenuniversität Bern.
Ruth Meyer Schweizer war Major im Armeestab der Schweizer Armee (vorher Detfhr. im Rotkreuzdienst der Schweizer Armee). Sie war Präsidentin des 1976 gegründeten Schweizerischen Arbeitskreises Militär und Sozialwissenschaften (SAMS) (1986–1995) und Herausgeberin dessen Zeitschrift SAMS-Informationen. Ferner war sie Präsidentin der Eidgenössischen Kommission Mitwirkung der Frauen in der Sicherheitspolitik (1981–2000) und Mitglied der Eidgenössischen Jugendkommission (1978–1983), sowie Stadträtin in Bern (1981–1987).

## Schriften (Auswahl)
Bücher
- Die Bedeutung Aegyptens in der lateinischen Literatur der vorchristlichen Zeit. Wasmund, Köln 1961, DNB 570586801, OCLC 753676451, 208 Seiten (Dissertation, Universität Zürich, Philosophische Fakultät, 1961).
- Konformität und Autonomie: Werte und Wertordnungen in der Schweizer Bevölkerung. Bern 1984, OCLC 604139152, 397 Seiten (Habilitationsschrift, Universität Bern, 1984).
- mit Karl Haltiner et al.: Fragen an die Zukunft. Die Bedeutung von Beruf, Bildung und Politik für die zwanzigjährigen Schweizerinnen und Schweizer: Bericht über die im Rahmen der Pädagogischen Rekrutenprüfungen 1979 durchgeführte Befragung. Sauerländer, Aarau; Frankfurt a. M.; Salzburg 1982, 60 Seiten.
- mit Karl W. Haltiner, Luca Bertossa: Werte und Lebenschancen im Wandel. Eine Trendstudie zu den Lebens-, Bildungs-, Arbeits- und Politikorientierungen junger Erwachsener in der Schweiz. Rüegger, Zürich; Chur 2008, 372 Seiten, ISBN 978-3-7253-0909-2.

Aufsätze
- Das Berechtigungswesen in seiner Bedeutung für Schule und Gesellschaft im 19. Jahrhundert. In: Zeitschrift für die gesamte Staatswissenschaft. 124, 1968, S. 763–776.
- Das Buch als Bildungsfaktor für den Jugendlichen. In: W. Adrian et al. (Hrsg.): Das Buch in der dynamischen Gesellschaft. 1970, S. 57–71.
- Arbeitsteilung. In: Lexikon der Pädagogik. Freiburg/Basel 1971, 75f.
- mit H. Becker, M. Ziemer: Empirisch-soziologische Untersuchungen zum Quadriga-Funkkolleg. In: G. Kadelbach/H. Rebel (Hrsg.): Forschungsreport Funkkolleg – Modell I und II. Weinheim/Basel 1972, S. 17–83.
- Lesen als Mittel der Welterfahrung?. In: R. Meyer et al. (Hrsg.): Leben und Lesen. Frankfurt am Main 1975, S. 193–205.
- mit M. Renand: Soziologische Forschung in der Schweiz. In: Schweizerische Zeitschrift für Soziologie. 1. 1975, S. 201–209.
- Werte und Wertordnungen in der schweizerischen Bevölkerung.In: J. Hoffmann-Nowotny et al. (Hrsg.): Soziale Indikatoren. Frauenfeld 1976, S. 299–315.
- mit P. Fritschi, W. Schweizer: Ein neuer Stichprobenplan für ein gesamtschweizerisches Sample.In: Schweizerische Zeitschrift für Soziologie. 2. 1976, S. 149–158.
- mit W. Rüegg: Wertforschung im systematischen internationalen Vergleich. In: H. Klages/P. Kmeciak (Hrsg.): Wertwandel und gesellschaftlicher Wandel. Frankfurt am Main/New York. 1979, S. 41–60.
- mit K. Haltiner: Aspects of the Relationship between Military and Society in Switzerland. In: Armed Forces and Society. 6. 1979, S. 49–81.
- Nachruf auf Hans Gerth. In: Kölner Zeitschrift für Soziologie und Sozialpsychologie. 32. 1980, S. 195–198.
- Wertforschung im Rahmen der European Science Foundation. In: St. Musto (Hrsg.): Die Soziologie und die Europäische Integration. TU-Berlin 1980, S. 54–68.
- mit K. Haltiner: Frauen in der Schweizer Armee aus soziologischer Sicht. In: SAMS-Informationen. 6, 2. 1982, S. 24–91.
- Werte im Umbruch – Zum Problem der Sinnfindung in der modernen Gesellschaft. Versuch eines zusammenfassenden Überblicks. In: Nationale Schweizerische UNESCO-Kommission (Hrsg.), Bern 1983, S. 126–131.
- Soziologie ohne Begriffe? In: P. Feyerabend/Ch. Thomas (Hrsg.): Grenzprobleme der Wissenschaften. Zürich 1985, S. 103–112.
- mit H. J. Schweizer: Conscientious Objection in Switzerland. In: Sozialwissenschaftliches Institut der Bundeswehr (Hrsg.): FORUM International. 5, München 1987, S. 257–282.
- Peut-on parler d’une mutation des valeurs en Suisse? In: Chr. Lalive d’Epinay (Hrsg.): Travail, activité, condition humaine à l’aube du XXIe siècle. Maastricht 1989, 129ss.
- Modular Orders and their Significance. In: I. Borg (Hrsg.): Proceedings of the IV. Conference of Facet Theory. Mannheim 1993, S. 321–330.
- Goldene fünfziger Jahre? In: Chr. Pfister (Hrsg.): Das 50er Syndrom. Bern et al. 1995, 239ff.
- Work Values and Life Values in Switzerland. In: D. Canter (Hrsg.): Proceedings of the 6. Facet Theory Conference. Liverpool 1997.
- mit S. Auer: Values and Value Change in Switzerland’s Youth. In: R. Meyer Schweizer et al. (Hrsg.): Facet Theory Conference 1999, Design and Analysis. Bern 1999, S. 87–96.
- mit N. Jenkel: Values of Occupational Work in Switzerland: The Double-Pyramid. In: W. Bilsky/D. Elizur: Facet Theory: Design, Analysis and Applications. Roma 2005, S. 275–284.
- Educational Values in Question. In: A. Cohen (Hrsg.): Facet Theory and Scaling. In Search of Structure in Behavioral and Social Sciences. Jerusalem 2009, S. 135–144.
- The Structure of Achievement Motives for the Youth. In: Y. Fisher/I. Friedman (Hrsg.): New Horizons for Facet Theory. Searching for Structure in Content Spaces and Measurement. Jerusalem 2011, S. 189–196.
- mit F. Kolland: Altern und Wertewandel. In: H. C. Ehalt (Hrsg.): Herausforderung Alter(n). Weitra: Verlag Bibliothek der Provinz 2013, S. 21–41.
- Unfolding the values of senior citizens in Bern. In: 15. International Facet Theory Conference, Fordham University, New York. https://fordham.bepress.com/ftc/ 2015, S. 114–120.

Herausgeberin
- Hans Gerth, C. Wright Mills: Person und Gesellschaft. Übersetzt und bearbeitet von Ruth Meyer und Siegfried George. Frankfurt am Main: Athenäum, 1970.
- mit Herbert G. Goepfert et al.: Lesen und Leben. Frankfurt am Main 1975.
- Walter Rüegg: Bedrohte Lebensordnung. Studien zur humanistischen Soziologie. Zürich/München: Artemis, 1978.
- mit Johanna Hurni et al.: Frauen in Streitkräften – Women in Armed Forces – Femmes dans les armées. Wettingen 1992.
- mit Martina B. Güntert-Dubach: ALTERnativen. Brüche im Lebenslauf. Bern et al. 1995.
- mit Martina B. Güntert-Dubach und Rupert Moser: Altern. Krisen und Chancen. Bern et al. 1996.
- mit Denis Hänzi et al.: Facet Theory Conference, Design and Analysis. Bern 1999.
- mit André Holenstein et al.: Zweite Haut. Zur Kulturgeschichte der Kleidung. Vorlesungsreihe des Collegium generale. Bern et al. 2010.
- mit André Holenstein et al.: Glück. Vorlesungsreihe des Collegium generale. Bern et al. 2011.
- mit Joachim Bauer: Walter Rüegg: Zwischen Hochschule und Öffentlichkeit. Beiträge aus 50 Jahren Universitätsgeschichte und Hochschulpolitik. Stuttgart 2016.